# Roadsport
Roadsport är en typ av bilsport med sportbilar i Sverige. Klassen drivs av Sportvagnsmästerskapet (SPVM).
Roadsportklassen har en lång tradition, grundtanken var att sportbilsägare skulle kunna deltaga med sin bil i tävling på helgen och använda den för transport veckans övriga dagar. Reglerna upprätthålles i stor utsträckning genom "gentlemans agreement". Eftersom grundtanken är att bilarna är avsedda för gatubruk sätts de ramar som reglementet utgör så att alltför stora modifieringar ej skall göras. Reglerna har tre huvudsyften, säkerhetsmässiga aspekter, undvikande av kostnadsdrivande modifieringar och sportslig rättvisa mellan bilar av olika konstruktion.

## Definitioner
Tillåtna bilar är rent tvåsitsiga sportbilar, coupéer alternativt cabrioleter skattade och besiktigade av Svensk Bilprovning. Utlandsregistrerade bilar (godkända av respektive lands myndigheter) från länder inom EU eller därmed jämförbart land tillåts deltaga med förare från samma land. Vissa 2+2-sitsiga sportvagnar tillåts, exempelvis Alfa Romeo 1750, 2000 GTV, Fiat Dino 2400 coupé, Porsche 911, 924, 930 och 944. Ansvariga för Sportvagnsserien (SPVM) i samråd med förarföreningen förbehåller sig rätten att efter skriftlig ansökan bedöma om en bil klassas som sportvagn eller ej (till exempel övriga 2+2-sitsiga sportvagnar respektive racersportvagnar).

## Tillåtna modifieringar och andra regler
Bilen ska vid tävlingstillfället vara i sådant skick att den kan gå igenom en kontrollbesiktning hos Svensk Bilprovning utan anmärkning. Undantaget från detta gäller motoreffekt och spoilers/vingar som inte behöver uppfylla kravet att vara besiktningsbara hos bilprovningen.